# Músculo aritenoideo transverso
El músculo aritenoideo transverso (Arytenoideus transversus) es un músculo que se encuentra en la región posterior de la laringe; impar, delgado.
Se inserta en ambos cartílago aritenoides.
Lo inerva el nervio laríngeo recurrente o inferior.

## Función
Su función es la de constrictor de la glotis.
- Datos: Q717887